# Das Rote Sprachrohr
Das Rote Sprachrohr war eine Agitprop-Truppe der 1920er und frühen 1930er Jahre. 
Sie gehörte zu den führenden Agitpropgruppen ihrer Zeit. Zu ihr gehörten zum Teil bekannte Künstler, allen voran ihr langjähriger Leiter Maxim Vallentin.
Das „Rote Fahne“-Lied der Gruppe, das gegen Verbote kommunistischer Presseerzeugnisse protestierte, wurde auch von anderen Spieltruppen verwendet und ist neben anderen als Schallplattenaufnahme erhalten. Das Rote Sprachrohr war auch an dem Spielfilm Kuhle Wampe oder: Wem gehört die Welt? beteiligt und hier im Chor mit Weiteren mit Brechts Solidaritätslied zu hören.